# Habitatge a la plaça de Sant Jaume, 14 (Tortosa)
L'Habitatge a la plaça de Sant Jaume, 14 és una obra amb elements modernistes de Tortosa inclosa a l'Inventari del Patrimoni Arquitectònic de Catalunya.

## Descripció
Habitatge que fa cantó amb el c/Llarg de Santiago. Consta de una planta i pis. La 1ª és molt alta, i en ella s'hi ubica actualment una fusteria. El pis s'obre a l'exterior mitjançant dos balcons i una finestra central. Els balcons són de pedra. L'arrebossat simula carreus a la planta. Aquest és llis, amb ressalts grisos a les finestres i extrems; la llinda de les finestres i fris superior, sota cornisa, presenten decoració esgrafiada amb motius repetits seriadament i molt esquemàtics. A la coberta, correspon terrat al davant, amb barana d'obra molt senzilla, i teulada a la part posterior. El mur lateral de l'habitatge es troba arrebossat, sense pintar.